# IANA
IANA(Internet Assigned Numbers Authority)는 인터넷 할당 번호 관리기관의 약자로 IP 주소, 최상위 도메인 등을 관리하는 단체이다. 현재 ICANN이 관리하고 있다. 처음에는 미국 캘리포니아 로스앤젤레스에 위치하고 있는 서던캘리포니아 대학교 정보 과학 학회의 존 퍼스텔이 서던캘리포니아 대학교 정보 과학 학회와 미국 국방부 간에 맺어진 계약 아래 관리했으며, 퍼스텔은 미국 상무부 계약으로 ICANN이 설립 될 때까지 이 업무를 수행했다.

## 같이 보기
- 인터넷 거버넌스
- TCP/UDP의 포트 목록